# Athetis distincta
Athetis distincta là một loài bướm đêm trong họ Noctuidae.